# Xanthisthisa tarsispina
Xanthisthisa tarsispina är en fjärilsart som beskrevs av W. Warren 1901. Xanthisthisa tarsispina ingår i släktet Xanthisthisa och familjen mätare. Inga underarter finns listade i Catalogue of Life.